# Ретроспекция
Ретроспекция (от латински – гледам назад) е често срещан композиционен похват в художествената литература. Използва се както в епически, така и в драматургични произведения. Чрез ретроспекцията се нарушава естественият хронологически ход на събитията, за да се представят минали случки. Те разкриват важна информация за героите, обясняват поведението им или осветляват някои от конфликтите им.
Ретроспекция се среща напр. в разказа на Иван Вазов „Една българка, където втората част е ретроспективна. 